# Готенсберг (Небраска)
Готенсберг (енгл. Gothenburg) град је у америчкој савезној држави Небраска.

## Демографија
По попису из 2010. године број становника је 3.574, што је 45 (-1,2%) становника мање него 2000. године.
| Група             | 2000.         | 2010.         |
| Белци             | 3.445 (95,2%) | 3.353 (93,8%) |
| Афроамериканци    | 16 (0,4%)     | 6 (0,2%)      |
| Азијати           | 6 (0,2%)      | 10 (0,3%)     |
| Хиспаноамериканци | 131 (3,6%)    | 173 (4,8%)    |
| Укупно            | 3.619         | 3.574         |